# Radura dell'Armistizio
La radura dell'armistizio (in francese: Clairière de l'Armistice) è un monumento nazionale francese e monumento ai caduti situato nella foresta di Compiègne, in Piccardia, in Francia, vicino alla città di Compiègne e a circa 60 chilometri a nord di Parigi.
Fu costruito nel luogo in cui i tedeschi firmarono l'armistizio dell'11 novembre 1918 che pose fine alla prima guerra mondiale. Durante la seconda guerra mondiale, Adolf Hitler scelse lo stesso punto in cui francesi e tedeschi firmarono l'armistizio del 22 giugno 1940 dopo che la Germania vinse la campagna di Francia. Il sito fu distrutto dai tedeschi ma ricostruito dopo la guerra.
Oggi, la Radura dell'Armistizio contiene una statua del capo militare francese della prima guerra mondiale e comandante supremo alleato, il maresciallo Ferdinand Foch, e il ricostruito Memoriale Alsazia-Lorena, raffigurante un'aquila tedesca trafitta da una spada.
All'interno dell'area è stato costruito un museo, al cui interno è conservato una replica del vagone dell'Armistizio utilizzato nel 1918 e nel 1940.